# (3045) Alois
(3045) Alois es un asteroide perteneciente al cinturón de asteroides descubierto por Joe Wagner el 8 de enero de 1984 desde la Estación Anderson Mesa, en Flagstaff, Estados Unidos.

## Designación y nombre
Alois recibió inicialmente la designación de 1984 AW.
Más adelante, en 1985, se nombró en honor de Alois T. Stuczynski, abuelo del descubridor.

## Características orbitales
Alois está situado a una distancia media del Sol de 3,132 ua, pudiendo acercarse hasta 2,778 ua y alejarse hasta 3,486 ua. Tiene una excentricidad de 0,1129 y una inclinación orbital de 3,343 grados. Emplea 2025 días en completar una órbita alrededor del Sol.

## Características físicas
La magnitud absoluta de Alois es 11,5.